# Юмбер, Жан-Анри
Жан-Анри Юмбе́р (фр. Jean-Henri Humbert или фр. Henri Humbert, 24 января 1887 — 20 октября 1967) — французский ботаник.
Член Французской академии наук (1951).

## Биография
Жан-Анри Юмбер родился в Париже 24 января 1887 года.
Юмбер учился в Ренне, где он получил степень бакалавра в 1904 году и сертификат физических, химических и естественных наук в 1905 году. В 1910 году Юмбер получил учёную степень в области ботаники.
В 1919 году он получил кафедру ботаники и обеспечивал преподавание ботаники с 1920 по 1922 год в Институте химии и промышленных технологий.
Юмбер внёс значительный вклад в ботанику, описав множество видов растений.
Жан-Анри Юмбер умер 20 октября 1967 года.

## Научная деятельность
Жан-Анри Юмбер специализировался на папоротниковидных и на семенных растениях.

### Некоторые публикации
- Les Composées de Madagascar (imprimerie E. Lanier, Caen, 1923).
- Végétation du Grand Atlas Marocain oriental. Exploration botanique de l’Ari Ayachi (Alger, 1924).
- La Disparition des forêts à Madagascar (G. Doin, Paris, 1927).
- Une merveille de la nature à Madagascar. Première exploration botanique du massif du Marojejy et de ses satellites., vol. Série B, Biologie Végétale 6, Mémoires de l’Institut Scientifique de Madagascar, 1955, 1—210 p.

## Растения, названные именем Ж.-А. Юмбера
Роды:
- Bryohumbertia P.de la Varde & Thér. (1940) (семейство Дикрановые)
- Humbertacalia C.Jeffrey (1992) (Астровые)
- Humbertianthus Hochr. 1948 = Macrostelia Hochr. (Мальвовые)
- Humbertiella Hochr. (1926) [syn.  Neohumbertiella Hochr. (1940)] (Мальвовые)
- Humbertina Buchet (1942) = Arophyton Jum. (Ароидные)
- Humbertiodendron Leandri (1949) (Тригониевые)
- Humbertioturraea J.-F.Leroy (1969) (Мелиевые)
- Humbertochloa A.Camus & Stapf (1934) (Злаки)

Виды:
- Alluaudia humbertii Choux, 1934[6]
- Crassula humbertii Desc., 1957